# Hydride nền
Trong hóa học, hydride nền (tiếng Anhː parent hydride) theo danh pháp IUPAC dùng để chỉ một hợp chất của các nguyên tố nhóm chính trong bảng tuần hoàn với hydro, có công thức AH
n, trong đó A là nguyên tử nhóm chính. Tên của các hydride nền kết thúc bằng -ane, tương tự với danh pháp của alkan. Các dẫn xuất của hydride nền được đặt tên bằng cách thêm các tiền tố hoặc hậu tố vào tên của hydride nền để chỉ ra các nhóm thế thay thế các nguyên tử hydro trong phân tử.
Hydride nền được sử dụng trong cả hệ thống danh pháp hữu cơ và vô cơ.
| 13 (IIIA)                   | 14 (IVA)      | 15 (VA)                   | 16 (VIA)                           | 17 (VIIA)                     |
| --------------------------- | ------------- | ------------------------- | ---------------------------------- | ----------------------------- |
| BH3, boran                  | CH4, methan*  | NH3, azan (amonia)*       | OH2, oxidan (nước)*                | FH, fluoride*                 |
| AlH3, aluman (nhôm hydride) | SiH4, silan*  | PH3, phosphan (phosphin)* | SH2, sulfan (hydro sulfide)*       | ClH, cloran (hydro chloride)* |
| GaH3, gallan                | GeH4, german* | AsH3, arsan (arsin)*      | SeH2, selan (hydro selenide)*      | BrH, broman (hydro bromide)*  |
| InH3, indigan               | SnH4, stanne* | SbH3, stiban              | TeH2, tellan (hydrogen telluride)* | IH, iodan (hydro iodide)*     |
| TlH3, thallan               | PbH4, plumban | BiH3, bismutan            | PoH2, polan                        | AtH, atatan                   |

*chất liên quan đến nhiều phản ứng hóa học 

## Phản ứng và cấu trúc
Hydride nền là các hợp chất tham chiếu hữu ích nhưng nhiều hợp chất không tồn tại hoặc không ổn định. Hydride nền nhóm III chỉ tồn tại trong những điều kiện đặc biệt. Boran bị dimer hóa không thể đảo ngược. Gallan và các chất cùng loại (congeners) nặng hơn bị polymer hóa, đôi khi làm mất đi hydro. Plumban, bismuthan, stiban, indigan và thallan không ổn định.